# Laura Cutina
Laura Cutina född den 13 september 1968 i Bukarest, Rumänien, är en rumänsk gymnast.
Hon tog OS-guld i lagmångkampen i samband med de olympiska gymnastiktävlingarna 1984 i Los Angeles.